# The Sheik (Wrestler)
Edward George „Ed“ Farhat (* 7. Juli 1924 in Lansing, Michigan; † 18. Januar 2003 in Williamston, Michigan), besser bekannt als The (Original) Sheik, war ein US-amerikanischer Wrestler libanesischer Abstammung.
Farhat war einer der ersten Wrestler des modernen Wrestlings, die gezielt diverse Waffen und Gegenstände in Wrestlingmatches einsetzten. Er gilt daher als einer der frühen Pioniere des späteren Hardcore-Wrestling-Genres. 
Dieser spektakuläre und blutig-dargestellte Stil machte ihn zu einer der größten Publikumsattraktionen der 1950er und 1960er Jahre. Der Wrestler Sabu ist sein Neffe und wurde von ihm ausgebildet.

## Karriere
Edward Farhat begann seine Wrestling-Karriere in den 1950er Jahren. Er war einer der ersten großen Bösewichte, als man damit begann, die Wrestlingshows auch im Fernsehen auszustrahlen.
Farhats Markenzeichen war anfänglich ein gezacktes Stück Holz, das seine „Lieblingswaffe“ darstellen sollte. Später wurde es von einem angeschliffenen Zimmermanns-Nagel abgelöst. 
Farhats Ringcharakter wurde in brutal und blutig dargestellte Fehdenprogrammen eingebunden und trat seinerzeit auch gegen die großen Namen im Wrestlinggeschäft an. Antonino Rocca, Bobo Brazil, Buddy Rogers, Harley Race und Johnny Valentine  waren einige von diesen. 
Farhats Ringcharakter war primär nicht auf das Gewinnen von Titeln, sondern auf das Verletzen seiner Kontrahenten ausgelegt.
Farhat wurde aber vor allem durch sein Fehdenprogramm mit Abdullah the Butcher bekannt, die sich über mehrere Promotionen und Jahrzehnte erstreckte. Beide waren auch die ersten großen Namen des US-Wrestlings, die die japanische Promotion Frontier Martial Arts Wrestling Anfang der 1990er Jahre aufweisen konnte.
Farhat starb am 18. Januar 2003 infolge eines Herzinfarktes. Am 31. März 2007 wurde er von seinem Neffen Terry, seiner Ehefrau, sowie seinem ehemaligen Schüler Rob Van Dam in die WWE Hall of Fame eingeführt.

## Erfolge
- National Wrestling Alliance

- 1× NWA Americas Heavyweight Champion (Hollywood Wrestling)
- 12× NWA Detroit United States Heavyweight Champion

- All Japan Pro Wrestling

- 1× NWA United National Champion

- World Wrestling Entertainment

- 2× WWWF United States Champion
- WWE Hall of Fame 2007